# Kathleen Mannington Caffyn
Kathleen Mannington Caffyn, geborene Katherine Kathleen Mathilda Hunt (* 1855 in County Tipperary, Irland; † 6. Februar 1926 in Turin, Italien) war eine britische Schriftstellerin. Bekannt wurde sie auch mit ihrem Pseudonym Jota.

## Leben
Caffyn war die Tochter von William de Vere Hunt und dessen Ehefrau Louisa. Der Lyriker Sir Aubrey de Vere (1788–1846) war ein entfernter Vorfahre. Sie wuchs in ihrem Elternhaus, „Waterloo House“ in Tipperary, auf und wurde von deutschen und englischen Gouvernanten erzogen. Mit ungefähr zwanzig Jahren ging Caffyn nach London, um sich dort zur Krankenschwester ausbilden zu lassen.
Während dieser Zeit machte sie die Bekanntschaft von Stephen Mannington Caffyn (1850–1896), den sie am 25. Februar 1879 in Chobham (Surrey) heiratete. Da ihr Ehemann kränkelte, ging das Paar 1880 nach Australien und ließ sich in New South Wales nieder. Auf ärztlichen Rat sollte eine lange Schiffsreise und wärmeres Klima Linderung schaffen. In Wollongong, später in Sydney, arbeitete ihr Ehemann bis 1883 im staatlichen Gesundheitswesen. In diesem Jahr ließ sich die Familie in Melbourne nieder, wo der Ehemann als niedergelassener Arzt eine Praxis als Augenarzt eröffnete. Caffyn unterstützte ihn als ausgebildete Krankenschwester und kümmerte sich um ihre vier Söhne und eine Tochter. Daneben gründete sie die District Nusery Society of Victoria und saß die ersten Jahre dort auch im Vorstand.
1892 ging die Familie zurück ins Vereinigte Königreich und ließ sich in London nieder. Ihr Ehemann wurde immer kränker und am 2. Oktober 1896 starb er an Schwindsucht im Bethal House Asylum in Bethnal Green (London). Sie hatte schon früher kleinere Erzählungen verfasst, doch der überwiegende Teil ihres literarischen Werkes entstand erst nach dem Tod ihres Mannes. Nach dem Ersten Weltkrieg konnte sie nicht mehr an frühere Erfolge anknüpfen, ihr letztes veröffentlichtes Buch war der Roman „Merry mirrilis“.
Am 6. Februar 1926 starb Kathleen Mannington Caffyn in einem Turiner Altenheim an den Folgen einer Operation. Ihre letzte Ruhestätte fand sie auf dem Zentralfriedhof von Turin.

## Werke (Auswahl)
Erzählungen
- Victims of Circe. In: Harriet P. Martin (Hrsg.): Coo-ee-Tales of Australian life by Australian Ladies. London 1891.
- Lenchen. In: Lala Fisher (Hrsg.): By creek and gully. Stories and sketches mostly of bush life, told in prose and rhyme by Australian writers in England (= Colonial library; Band 57). London 1899, Seiten 145–161.

Romane
- A comedy in spasms. London 1985.
- The yellow aster. London 1984.
  - Deutsch: Die gelbe Aster. Engelhorn, Stuttgart 1896 (übersetzt von Emmy Becher)
- Kooroona. A tale of South Australia. Oxford 1891.
- Children of circumstances. Tauchnitz, Leipzig 1892 (2 Bände)
- A Quaker grandmother. London 1896.
- Poor Max. London 1898.
- Anne Manleverer. Tauchnitz, Leipzig 1899 (2 Bände)
- He for God only. London 1903.
- Patricia. A mother. London 1903.
- The magic of may. London 1908.
- The minx. London 1900.
- Smoke in the flame. London 1906.
- Dorinda and her daughter. London 1910.
- The fire-seekers. London 1911.
- Two ways of love. London 1913.
- Merry mirrilis. London 1916.